# Joaquim Gonçalves da Silva (atleta)
Joaquim Gonçalves da Silva (São Paulo,  — , ) foi um militar (sargento) e fundista brasileiro, o primeiro tricampeão da Corrida de São Silvestre.

## São Silvestre
Joaquim Gonçalves da Silva venceu a Corrida de São Silvestre em 1942, 1943 e 1944, antes da edição se tornar internacional. Ele competiu inscrito pela Força Pública, atual Polícia Militar do Estado de São Paulo. Foi o primeiro paulista a conquistar a prova